# Eisenbahnunfall von Hall Road
Der Eisenbahnunfall von Hall Road war ein Auffahrunfall im Bahnhof Hall Road in den nördlichen Außenbezirken von Liverpool am 27. Juli 1905, bei dem 20 Menschen starben.

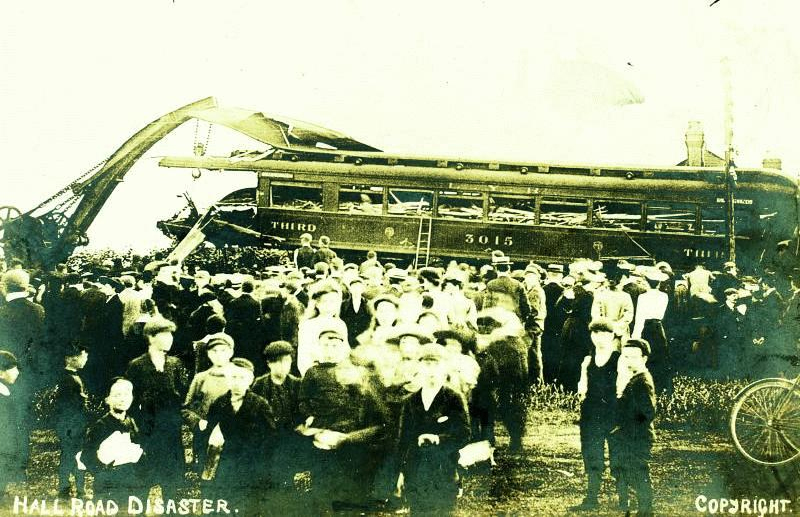

## Ausgangslage
Die Eisenbahninfrastruktur, auf der sich der Unfall ereignete, gehörte der Lancashire and Yorkshire Railway. Die Strecke war kurz zuvor elektrifiziert worden. Die hier verkehrenden Elektrotriebwagen hatten hölzerne Aufbauten.
Ein erster Zug, ein Nahverkehrszug zum Bahnhof Hall Road, hatte den Bahnhof Liverpool Exchange um 16:20 verlassen und war zum Bahnhof Hall Road gefahren, wo er endete. So waren, als der Unfall sich ereignete, keine Fahrgäste mehr im Zug. Er wurde auf ein Überholungsgleis gefahren, um den planmäßig um 16:30 aus Liverpool folgenden Schnellzug nach Southport überholen zu lassen. Der Triebfahrzeugführer des Nahverkehrszuges begab sich zum Wenden des Zuges an das andere Ende seines Triebwagens, um diesen für die Rückfahrt nach Liverpool vorzubereiten.
Der folgende, als Schnellzug verkehrende Triebwagen bestand aus vier Wagen: Vorne zwei Wagen 3. Klasse (Nichtraucher), dann der Wagen 1. Klasse und zum Schluss ein weiterer Wagen 3. Klasse (Raucher). In dem vordersten Wagen saßen 22 Reisende.

## Unfallhergang
Im Nachhinein konnte nicht mehr geklärt werden, ob versäumt worden war, die Stellung der Weiche, die Durchfahrtsgleis und Überholgleis verband, wieder zurückzunehmen, oder ob der Schnellzug aufgrund eines technischen Defekts am Fahrzeug selbst oder an der Signalanlage die Weiche selbst umgestellt hatte. Jedenfalls fuhr er um 16:37 mit erheblicher Geschwindigkeit auf den Nahverkehrszug auf. Die Zugspitze des Schnellzugs fuhr unter den ersten Wagen des Nahverkehrszugs, der sich aufbockte. Die beiden ersten Wagen des Schnellzuges und das Frontfahrzeug des Nahverkehrszuges wurden bei der Kollision schwer beschädigt und gerieten anschließend sofort in Brand. Die Drehgestelle des vorderen Wagens des Nahverkehrszuges wurden unter dessen zweiten Wagen geschoben.

## Folgen

### Unmittelbare Folgen
20 Menschen starben. Dem Triebfahrzeugführer des Nahverkehrszuges gelang es noch, vor dem Aufprall abzuspringen, der des Schnellzuges überlebte verletzt. Die Todesopfer waren fast alle im vordersten Fahrzeug des Schnellzuges gereist. Hier konnten bei den Rettungsarbeiten nur noch wenige Personen lebend geborgen werden. 47 Menschen wurden verletzt. Der dritte Wagen des Schnellzuges, ein Wagen 1. Klasse, wurde zwar in seinem vorderen Teil auch erheblich beschädigt; hier aber gab es jedoch keine Schwerverletzten. Im letzten Wagen des Zuges blieben die Reisenden alle körperlich unverletzt.

### Reaktion
Der Bahnhofsvorstand hatte den Unfall vom Bahnsteig aus beobachtet und ließ sofort die gesamte Strecke sperren und den Bahnstrom zwischen den Bahnhöfen Seaforth Street und Formby abstellen. Erste Hilfe war örtlich ausreichend vorhanden und auch ein Krankenhaus in der Nähe, in das die Verletzten gebracht werden konnten. Den Helfern vor Ort gelang es, den Brand sehr schnell zu löschen, so dass die geborgenen Toten keinerlei Verbrennungsspuren aufwiesen und die Feuerwehr, als sie eintraf, nicht mehr löschen musste. Die Rettung der Verletzten und die Bergung der Toten verzögerten sich, weil die Opfer sich alle in dem Fahrzeug befanden, auf dem nun der erste Wagen des Nahverkehrszugs lag. Erst als ein Hilfszug mit Bergungskran eingetroffen war, konnte der obere Wagen gehoben werden und die Helfer hatten Zugang zu dem unten liegenden Fahrzeug. Die Toten wurden im Wartesaal des Bahnhofs zur Identifizierung aufgebahrt. Eine Hilfsmannschaft aus Southport traf gegen 21:30 ein. Um die Unfallstelle zu beleuchten und die Rettungsarbeiten auch bei anbrechender Dunkelheit weiter führen zu können, wurde Holz der zerstörten Wagen zu einem großen Feuer angezündet.
Da dies der erste schwere Unfall nach der Elektrifizierung der Strecke war, wurde auch diskutiert, ob die Elektrifizierung die Sicherheit des Eisenbahnbetriebs negativ beeinflusst habe, insbesondere, ob ein durch den Unfall ausgelöster Kurzschluss die verunglückten Fahrzeuge in Brand gesetzt habe. Dies wurde letztendlich durch den Untersuchungsbericht verneint.